# Björkekärr, Alingsås kommun
Björkekärr är en småort i Alingsås kommun i Västra Götalands län som avgränsades som småort 2010. Bebyggelsen i västra delen var klassad som småort 1990 till 1995 med småortskod S4325 (beb.kod 1489SB123)